# Gail Goodrich
Gail Charles Goodrich Jr. (Los Ángeles, California, 23 de abril de 1943) es un exjugador de baloncesto estadounidense que disputó 14 temporadas de la NBA. Es bien conocido por su aportación al equipo de los Lakers de la temporada 1971-72, que ese año batieron el récord de victorias consecutivas, con 33, ganando su primer campeonato y siendo Goodrich su máximo anotador. En 1996, 17 años después de haberse retirado, fue elegido para el Basketball Hall of Fame.

## Trayectoria deportiva

### Universidad
Jugó durante 3 temporadas con los Bruins de la Universidad de California-Los Ángeles, a las órdenes de John Wooden, ganando el título de la NCAA dos años consecutivos, en 1964 y 1965. En la final de este último año anotó 42 puntos ante Michigan, lo cual supuso un récord absoluto de anotación en una final universitaria, sólo superado posteriormente por Bill Walton, que anotó 44 en 1973.
En el total de su carrera colegial promedió 19,0 puntos y 4,7 rebotes por partido.

### Profesional

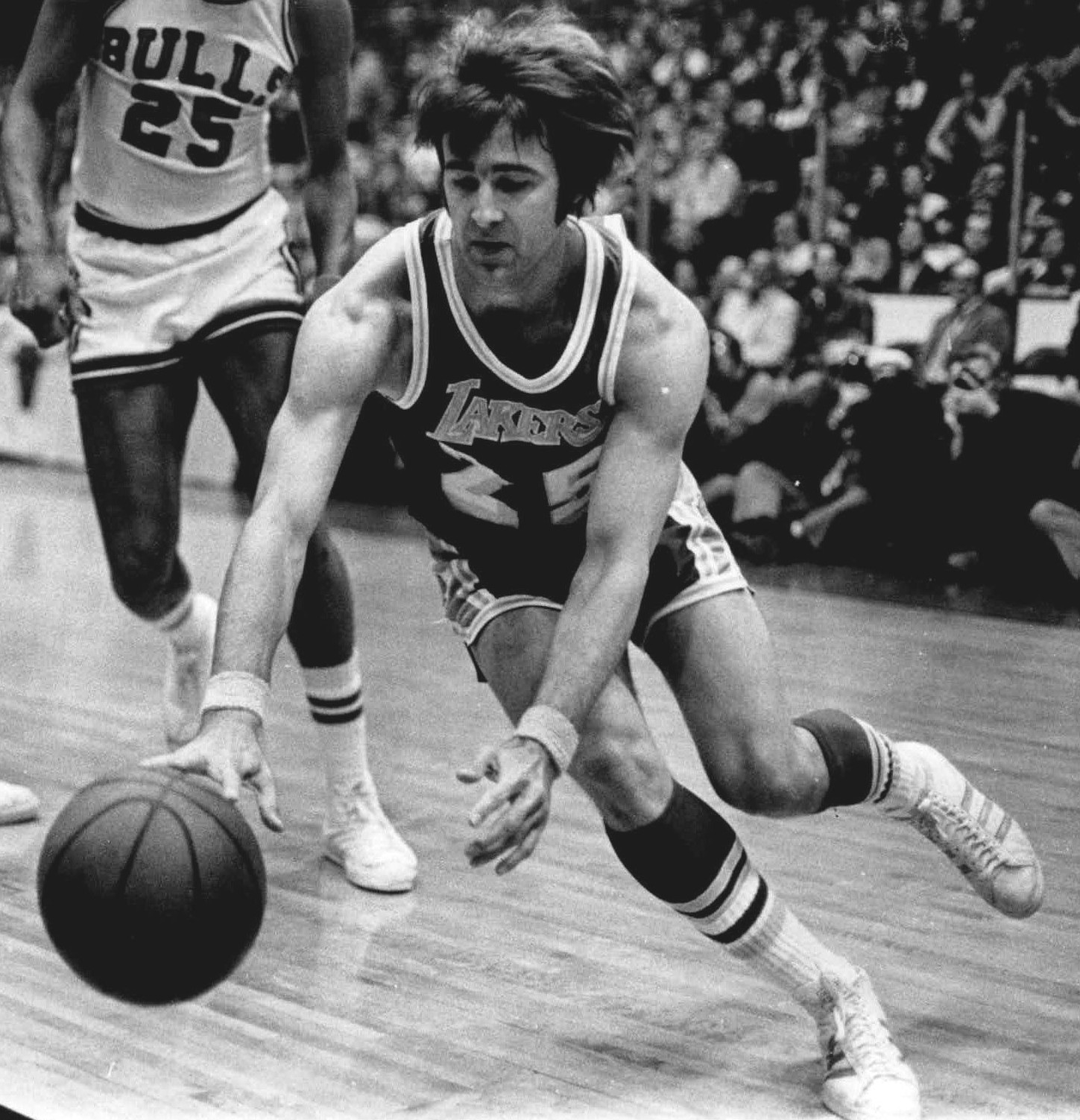
Goodrich con los Lakers en 1973

Fue elegido en la décima posición del Draft de la NBA de 1965 por Los Angeles Lakers, equipo en el que se convirtió en el suplente de Jerry West durante tres años. En 1968 llegó a Phoenix Suns debido al draft de expansión de esa temporada, equipo en el que se convirtió en la estrella absoluta. Fue titular indiscutible y líder del equipo en anotación y asistencias, promediando más de 20 puntos y 7 pases de canasta por partido.
Regresó a los Lakers en 1970, ya como jugador imprescindible, y al año siguiente ganaron el primer anillo de campeón de la franquicia tras acabar la fase regular con un balance de 69 victorias y 13 derrotas, y el récord de 33 partidos canados de forma consecutiva. Gail fue el máximo anotador del equipo, jugando al lado de estrellas del nivel de Wilt Chamberlain o Jerry West.
La temporada 1973-74 fue la más exitosa de su carrera. fue incluido en el mejor quinteto de la liga y jugó de nuevo un All-Star Game. Anotó más de 2.000 puntos, promediando 25,3 por partido, cuarto jugador de la liga en anotación, liderando la misma en tiros libres anotados e intentados.
Tras 6 temporadas en su segunda etapa en los Lakers, firma un contrato millonario por 3 años con los New Orleans Jazz, donde compartiría protagonismo con Pistol Pete Maravich, pero una inoportuna lesión en el talón de Aquiles le hizo perderse gran parte de su primera temporada en el equipo de Luisiana. Jugó dos años más a un buen nivel, retirándose a los 35 años.
En sus 14 temporadas en la NBA promedió 18,6 puntos, 4,7 asistencias y 3,2 rebotes por partido.

## Estadísticas de su carrera en la NBA
|  | Denota temporada en la que ganó un Campeonato de la NBA |

### Temporada regular
| Año      | Equipo      | PJ    | PT | MPP  | %TC  | %3P | %TL  | RPP | APP | ROB | TPP | PPP  |
| -------- | ----------- | ----- | -- | ---- | ---- | --- | ---- | --- | --- | --- | --- | ---- |
| 1965-66  | L.A. Lakers | 65    | –  | 15.5 | .404 | –   | .691 | 2.0 | 1.6 | –   | –   | 7.8  |
| 1966-67  | L.A. Lakers | 77    | –  | 23.1 | .454 | –   | .751 | 3.3 | 2.7 | –   | –   | 12.4 |
| 1967-68  | L.A. Lakers | 79    | –  | 26.0 | .486 | –   | .770 | 2.5 | 2.6 | –   | –   | 13.8 |
| 1968-69  | Phoenix     | 81    | –  | 40.0 | .411 | –   | .747 | 5.4 | 6.4 | –   | –   | 23.8 |
| 1969-70  | Phoenix     | 81    | –  | 39.9 | .454 | –   | .808 | 4.2 | 7.5 | –   | –   | 20.0 |
| 1970-71  | L.A. Lakers | 79    | –  | 35.5 | .475 | –   | .770 | 3.3 | 4.8 | –   | –   | 17.5 |
| 1971-72† | L.A. Lakers | 82    | –  | 37.1 | .487 | –   | .850 | 3.6 | 4.5 | –   | –   | 25.9 |
| 1972-73  | L.A. Lakers | 76    | –  | 35.5 | .464 | –   | .840 | 3.5 | 4.4 | –   | –   | 23.9 |
| 1973-74  | L.A. Lakers | 82    | –  | 37.3 | .442 | –   | .864 | 3.0 | 5.2 | 1.5 | 0.1 | 25.3 |
| 1974-75  | L.A. Lakers | 72    | –  | 37.1 | .459 | –   | .841 | 3.0 | 5.8 | 1.4 | 0.1 | 22.6 |
| 1975-76  | L.A. Lakers | 75    | –  | 35.3 | .441 | –   | .847 | 2.9 | 5.6 | 1.6 | 0.2 | 19.5 |
| 1976-77  | New Orleans | 27    | –  | 22.6 | .446 | –   | .800 | 2.3 | 2.7 | 0.8 | 0.1 | 12.6 |
| 1977-78  | New Orleans | 81    | –  | 31.5 | .495 | –   | .795 | 2.2 | 4.8 | 1.0 | 0.3 | 16.1 |
| 1978-79  | New Orleans | 74    | –  | 28.8 | .449 | –   | .853 | 2.5 | 4.8 | 1.2 | 0.2 | 12.7 |
| Total    | Total       | 1,031 | –  | 32.5 | .456 | –   | .807 | 3.2 | 4.7 | 1.3 | 0.2 | 18.6 |
| All-Star | All-Star    | 5     | 3  | 15.4 | .421 | –   | .500 | 1.8 | 2.8 | 0.2 | 0.0 | 6.6  |

### Playoffs
| Año   | Equipo      | PJ | PT | MPP  | %TC  | %3P | %TL  | RPP | APP | ROB | TPP | PPP  |
| ----- | ----------- | -- | -- | ---- | ---- | --- | ---- | --- | --- | --- | --- | ---- |
| 1966  | L.A. Lakers | 11 | –  | 26.4 | .467 | –   | .674 | 3.8 | 3.0 | –   | –   | 10.5 |
| 1967  | L.A. Lakers | 3  | –  | 27.0 | .355 | –   | .611 | 3.0 | 3.3 | –   | –   | 11.0 |
| 1968  | L.A. Lakers | 10 | –  | 10.0 | .489 | –   | .778 | 1.4 | 1.4 | –   | –   | 6.0  |
| 1970  | Phoenix     | 7  | –  | 37.9 | .475 | –   | .857 | 4.6 | 5.4 | –   | –   | 20.3 |
| 1971  | L.A. Lakers | 12 | –  | 43.2 | .425 | –   | .841 | 3.2 | 7.6 | –   | –   | 25.4 |
| 1972† | L.A. Lakers | 15 | –  | 38.3 | .445 | –   | .898 | 2.5 | 3.3 | –   | –   | 23.8 |
| 1973  | L.A. Lakers | 17 | –  | 35.5 | .448 | –   | .785 | 3.6 | 3.9 | –   | –   | 20.0 |
| 1974  | L.A. Lakers | 5  | –  | 37.8 | .389 | –   | .848 | 3.2 | 6.0 | 1.4 | 0.2 | 19.6 |
| Total | Total       | 80 | –  | 32.8 | .442 | –   | .819 | 3.1 | 4.2 | 1.4 | 0.2 | 18.1 |

## Vida posterior

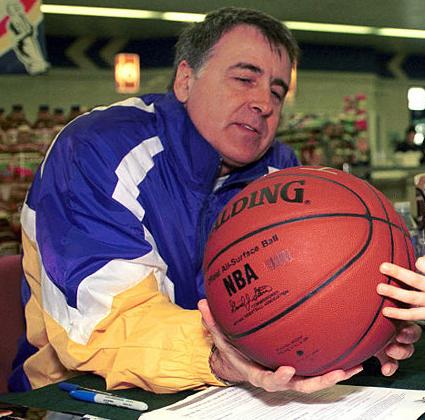
Goodrich firmando un balón en 2001

El 20 de noviembre de 1996 los Lakers retiraron su camiseta con el número 25 como homenaje. El 18 de diciembre de 2004 UCLA hizo lo mismo. Jugando en High School llevaba el número 12, también retirado por su instituto.
Tras su carrera baloncestística, Goodrich y su familia se establecieron en Greenwich, Connecticut, donde llegó a ser ejecutivo de una compañía de gestión de campos de golf. También ha trabajado como analista en el canal de televisión NBA TV.